# Yap
Yap nebo Wa'ab zpravidla odkazuje na západopacifický ostrov v souostroví Karolíny, součást Federativních států Mikronésie. Hlavní ostrov tvoří čtyři samostatné ostrovy, které jsou odděleny průlivy a obkrouženy společným korálovým útesem.
Yap je také jméno jednoho ze států, které tvoří mikronéskou federaci. Stát zahrnuje vlastní ostrov a široce roztroušené množství okolních ostrovů.
Ostrovy vznikly pozvednutím Filipínské desky. Krajina je kopcovitá, porostlá bujnou vegetací. Pobřeží většinou lemují mangrovové bažiny, na severních stranách ostrovů jsou pláže. Yap je přibližně 24 km dlouhý a 5-10 km široký, o rozloze 98 km² (uvažováno kromě oblasti korálového útesu). Nejvyšší bod Mount Taabiywol se nalézá v nadmořské výšce 178 m a je v obci Fanif na vlastním ostrově Yap.
V roce 2000 žilo ve státě Yap 11 241 obyvatel, většinou žijí v Colonii a v dalších deseti obcích. Stát má celkovou rozlohu 102 km².
Hlavním městem státu Yap je Colonia. Stát zahrnuje ostrov Yap a sousední ostrovy, převážně atoly ležící na východ a na jih: Eauripik, Elato, Faraulep, Gaferut, Ifalik, Lamotrek, Ngulu, Olimarao, Piagailoe (West Fayu), Pikelot, Sorol, Ulithi a Woleai, a také ostrovy Fais a Satawal (viz mapa).

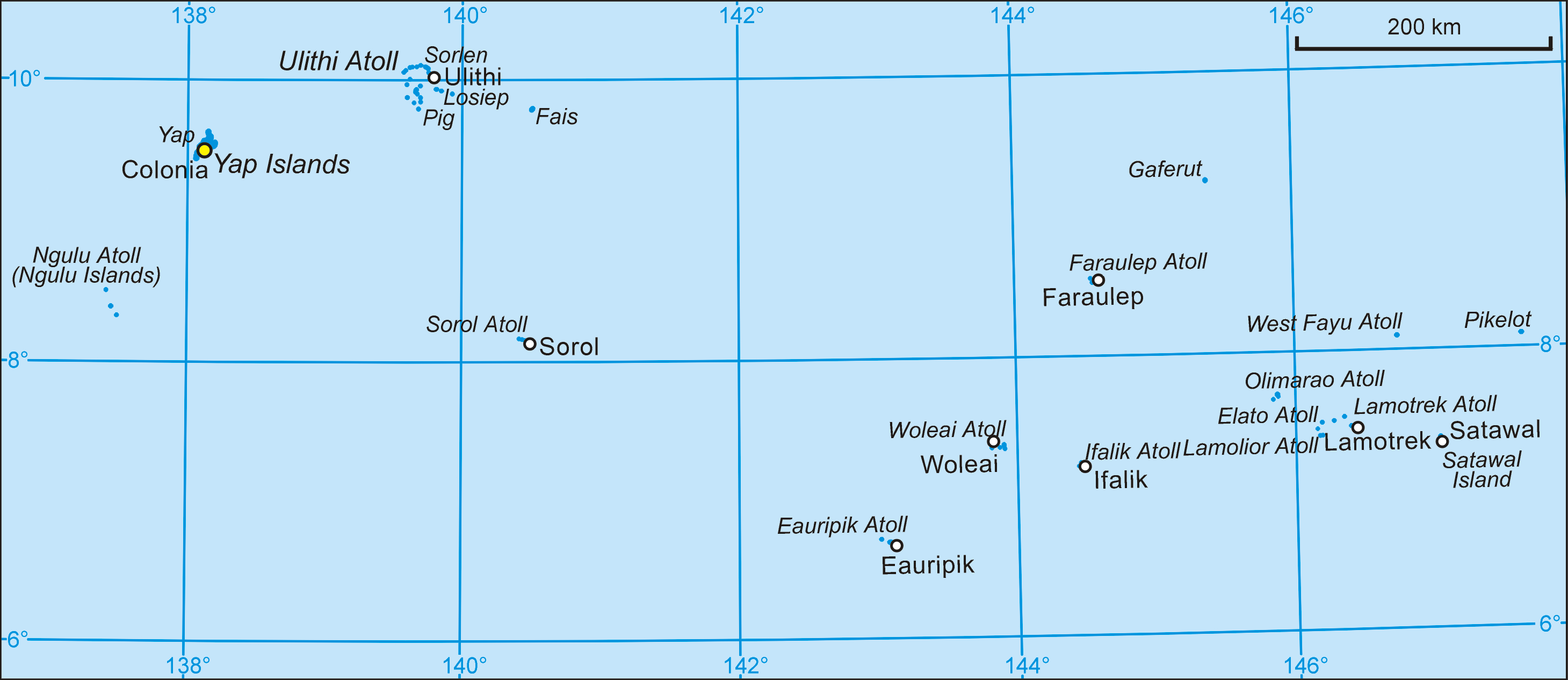
Mapa federativního státu Yap

## Historie

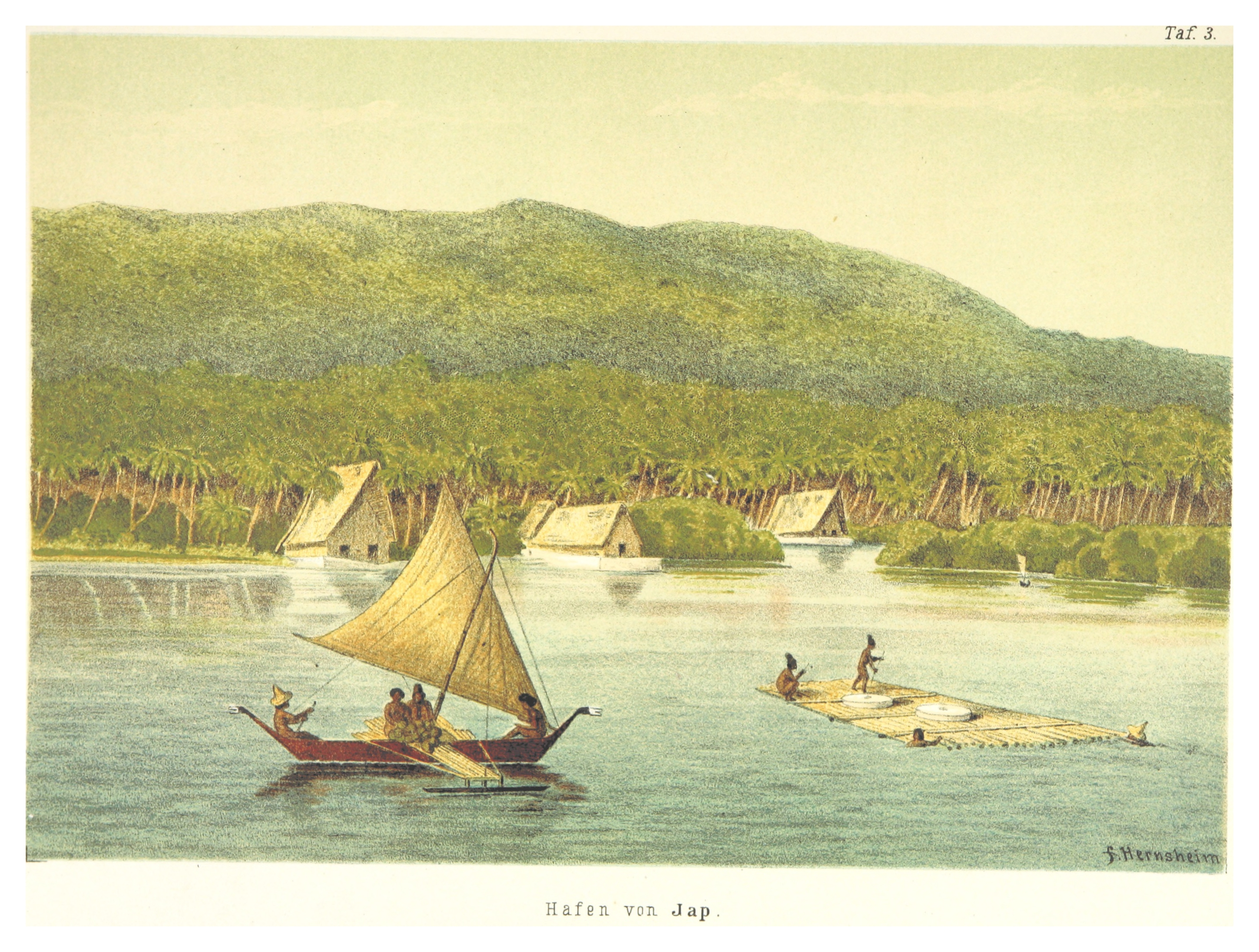
Transport kamenných peněz na ostrově Yap (1880)

Od 17. století až do roku 1899 byl Yap španělskou kolonií ve Filipínském generálním kapitanátu. Španělé využívali Yap jako vězení pro ty, které zajali během Filipínské revoluce. Po porážce ve španělsko-americké válce v roce 1898 a následné ztrátě Filipín, Španělsko prodalo ostrovy a další drobné pacifické državy Německu.
Před první světovou válkou byl Yap hlavním německým námořním komunikačním centrem a významným mezinárodním uzlem kabelové telegrafie se spojením na Guam, do Šanghaje, na Rabaul, Nauru a Manado. Po vypuknutí války byly ostrovy obsazeny Japonskem a v rámci Versailleské smlouvy byly v roce 1919 jako mandátní území Tichomořské ostrovy Společnosti národů svěřeny do správy Japonsku. Americké zájmy na ostrově zajišťovala dvoustranná americko-japonská smlouva uzavřená 11. února 1922.
Ve druhé světové válce Američané obešli Japonci obsazený Yap v rámci strategie žabích skoků, i když ostrov byl pravidelně bombardován americkými loděmi a letadly a z Yapu startující japonské bombardéry způsobily na oplátku jisté škody. Japonská posádka se skládala ze 4423 příslušníků armády pod velením plukovníka Daihači Itóa a 1494 příslušníků námořnictva.
Na konci války Yap obsadila americká armáda. Spojené státy spravovaly ostrov i celé Karolíny jako poručenské území rámci mandátu Organizace spojených národů (Poručenské území Tichomořské ostrovy) až do roku 1986. Toho roku Yap, Truk, Pohnpeia, Kosrae vytvořily nezávislý stát Federativní státy Mikronésie. Podle Dohody o volném přidružení (Compact of Free Association) mají občané Mikronésie povolen vstup do USA s určitými omezeními. Na Yapu působí od roku 1966 americké Mírové sbory. Další americké neziskové organizace, mezi nimi např. Habele, působí na vlastním Yapu a na vnějších ostrovech s cílem odstranit nerovnosti ve vzdělání.

## Kultura

### Kamenné peníze

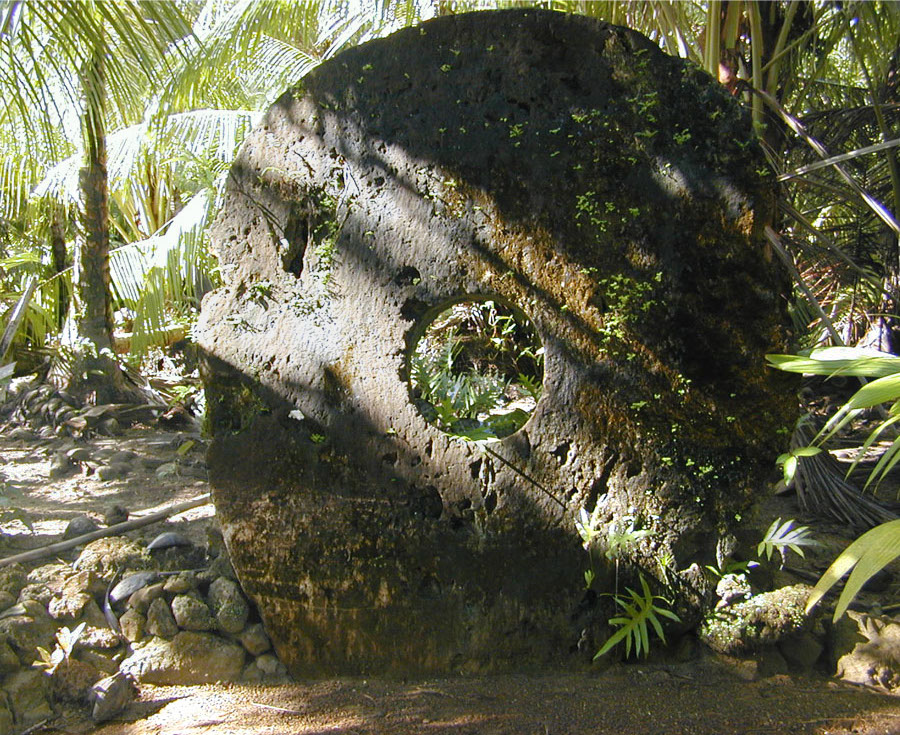
Přibližně 8 feet vysoký kamenný peníz (rai) v obci Gachpar

Yap je známý kamennými penězi nazývanými rai.

## Doprava

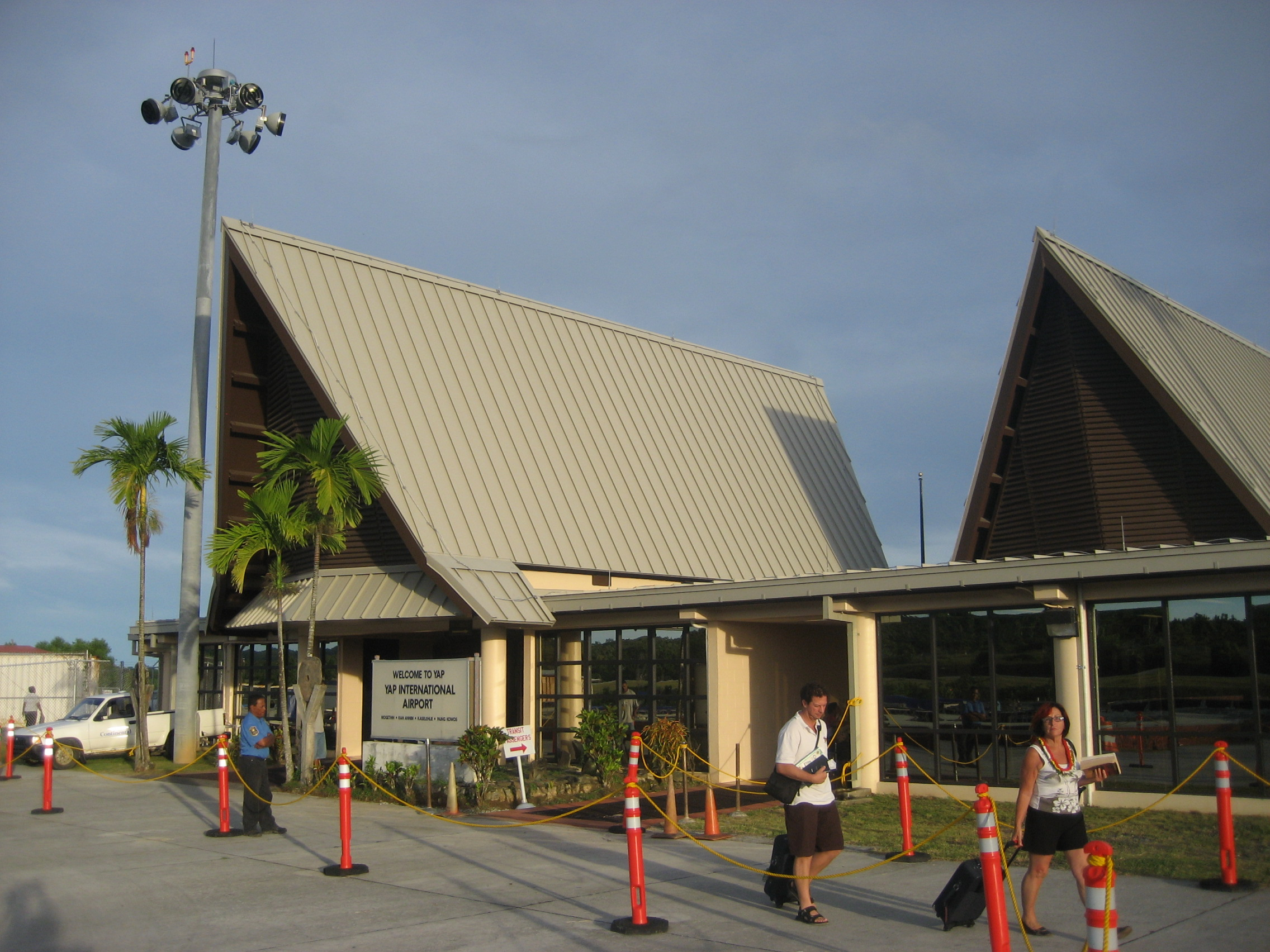
Mezinárodní letiště Yap

Ostrov je letecky spojen se světem mezinárodním letištěm Yap, které je mj. obsluhováno lety společnosti United Airlines.